# Wintervorrat
Als Wintervorrat wird eine Menge an Nahrung bezeichnet, die Menschen oder Tiere sammeln und möglichst sicher aufbewahren, um eine natürliche Knappheit an Nahrungsmitteln im Winter zu überstehen, bis die Umwelt ihnen im nächsten Frühjahr oder Sommer wieder genug Nahrung bietet.
Beim Menschen gehören zum Wintervorrat auch Brennholzvorräte und Vorräte an Futtermitteln für sein Vieh. 

## Tiere
Zu der Vielzahl von Tieren, die Wintervorräte anlegen, gehören bei Säugetieren beispielsweise Eichhörnchen, Pfeifhasen, Polarrötelmäuse und Bergbilchbeutler, bei Vögeln z. B. Blauhäher und Tannenhäher, bei Insekten beispielsweise die Europäische Honigbiene.

## Mensch
Alle Völker des Nordens und der gemäßigten Breiten haben für das Anlegen von Wintervorräten Techniken entwickelt, allerdings stark variierend, abhängig von Nahrungsangebot und Klima.
Zu den teilweise seit Jahrtausenden praktizierten Techniken der Haltbarmachung gehören das Einfrieren (infolge natürlicher Winterkälte im Norden), das Trocknen von Fisch, Fleisch und Obst, das Dörren von Obst und Pilzen, der Einsatz von Milchsäuregärung insbesondere von Gemüse (z. B. Herstellung von Sauerkraut), die trockene Lagerung von Getreide und Nüssen, das Pökeln von Fleisch und Fisch, das Räuchern von Fleisch und Fisch, Wasserentzug oder Überzuckern (Sirup, Marmelade), lagern unter Öl (Gemüse) sowie die Lebendviehhaltung mit dem Ziel der späteren Schlachtung.